# Genesis – XX Years of Chaoz
Genesis – XX Years of Chaoz – kompilacja nagrań polskiej grupy muzycznej Lost Soul. Wydawnictwo miało ukazać się 22 lutego 2013 roku nakładem wytwórni muzycznej Witching Hour Productions. Na albumie znalazły się utwory z repertuaru formacji zarejestrowane ponownie. Sesja nagraniowa odbyła się we wrocławskim Hellsound Studio. Miksowanie wykonał Arkadiusz "Malta" Malczewski. Natomiast autorami masteringu byli bracia Wojciech i Sławomir Wiesławscy. Okładkę i oprawę graficzną przygotowali, odpowiednio Michał "Xaay" Loranc i Piotr "Szafa" „Szafraniec we współpracy z Endorfina Studio. 

## Lista utworów
Opracowano na podstawie materiału źródłowego.
| CD 1 - Genesis | CD 1 - Genesis                              | CD 1 - Genesis              | CD 1 - Genesis |
| Nr             | Tytuł utworu                                | Album                       | Długość        |
| -------------- | ------------------------------------------- | --------------------------- | -------------- |
| 1.             | „Eternal Darkness”                          | (demo) Eternal Darkness     | 05:28          |
| 2.             | „Necrophil”                                 | (demo) Eternal Darkness     | 04:01          |
| 3.             | „Morbid Blooddrinker”                       | (demo) Eternal Darkness     | 03:03          |
| 4.             | „Sacrifice of Destiny”                      | (demo) Eternal Darkness     | 03:38          |
| 5.             | „If the Dead can Speak”                     | (demo) Eternal Darkness     | 05:58          |
| 6.             | „On the Edge of Oblivion”                   | (demo) Superior Ignotum     | 04:23          |
| 7.             | „In the Moment of Death”                    | (demo) Superior Ignotum     | 03:30          |
| 8.             | „Black Forerunner”                          | (demo) Superior Ignotum     | 04:14          |
| 9.             | „For Whom the Bell Tolls (cover Metalliki)” | (demo) Superior Ignotum     | 04:20          |
| 10.            | „We Want God”                               | Scream of the Mourning Star | 03:24          |
| 11.            | „Divine Satisfaction”                       | Scream of the Mourning Star | 02:59          |
| 12.            | „Tabernaculum Miser”                        | Scream of the Mourning Star | 03:47          |
| 13.            | „Spitfire (cover The Prodigy)”              | Scream of the Mourning Star | 03:20          |
| 14.            | „Soulhunger”                                | Ubermensch (Death of God)   | 04:59          |
| 15.            | „Beast Rising”                              | Ubermensch (Death of God)   | 03:40          |
| 16.            | „To the New Light”                          | Ubermensch (Death of God)   | 03:18          |
|                |                                             |                             | 1:04:02        |

| CD 2 - Lords of Endeavours | CD 2 - Lords of Endeavours | CD 2 - Lords of Endeavours  | CD 2 - Lords of Endeavours |
| Nr                         | Tytuł utworu               | Album                       | Długość                    |
| -------------------------- | -------------------------- | --------------------------- | -------------------------- |
| 1.                         | „Intro”                    | (demo) Eternal Darkness     | 00:46                      |
| 2.                         | „Eternal Darkness”         | (demo) Eternal Darkness     | 04:33                      |
| 3.                         | „Necrophil”                | (demo) Eternal Darkness     | 04:01                      |
| 4.                         | „Morbid Blooddrinker”      | (demo) Eternal Darkness     | 03:11                      |
| 5.                         | „Sacrifice of Destiny”     | (demo) Eternal Darkness     | 03:31                      |
| 6.                         | „The Book”                 | (demo) Superior Ignotum     | 03:20                      |
| 7.                         | „In the Moment of Death”   | (demo) Superior Ignotum     | 03:49                      |
| 8.                         | „Ill Imaginations”         | (demo) Superior Ignotum     | 01:45                      |
| 9.                         | „Moira”                    | (demo) Superior Ignotum     | 05:10                      |
| 10.                        | „Lost Dreams”              | (demo) Superior Ignotum     | 05:29                      |
| 11.                        | „Black Forerunner”         | (demo) Superior Ignotum     | 04:15                      |
| 12.                        | „My Kingdom”               | (demo) Now is Forever       | 03:04                      |
| 13.                        | „Malediction”              | (demo) Now is Forever       | 03:03                      |
| 14.                        | „My Kingdom”               | Scream of the Mourning Star | 03:04                      |
| 15.                        | „Entrance to Nothingness”  | Scream of the Mourning Star | 03:03                      |
| 16.                        | „Nameless”                 | Scream of the Mourning Star | 03:53                      |
| 17.                        | „Lords of Endeavours”      | Ubermensch (Death of God)   | 04:16                      |
| 18.                        | „Adoration of Violet”      | Ubermensch (Death of God)   | 03:41                      |
| 19.                        | „The One You Seek”         | Ubermensch (Death of God)   | 07:06                      |
|                            |                            |                             | 1:11:00                    |

## Twórcy
| Zespół Lost Soul w składzie - Jacek Grecki – gitara, wokal - Damian "Czajnik" Czajkowski – gitara basowa - Krzysztof "Desecrate" Szałkowski – perkusja - Dominik "Domin" Prykiel – gitara | Produkcja - Arkadiusz "Malta" Malczewski – miksowanie - Wojciech i Sławomir Wiesławscy – mastering - Michał "Xaay" Loranc – okładka - Piotr "Szafa" Szafraniec – oprawa graficzna |